# Sodomites
Sodomites é um curta-metragem produzido na França em 1998, escrito e dirigido por Gaspar Noé. O filme é uma promoção de sexo seguro que foi feita para a televisão francesa na década de 1990.